# ديفيداس سمبيراس
ديفيداس سمبيراس (بالليتوانية: Deividas Šemberas)‏ (و. 1978  م) هو لاعب كرة القدم سابق، من ليتوانيا، ولد في فيلنيوس، لعب كظهير (كرة القدم).

## وصلات خارجية
- ديفيداس سمبيراس على موقع الاتحاد الدولي (مؤرشف)  (الإنجليزية)
- ديفيداس سمبيراس على موقع الاتحاد الأوربي (الإنجليزية)
- ديفيداس سمبيراس على موقع قاعدة بيانات كرة القدم.إي يو (الإنجليزية)
- ديفيداس سمبيراس على موقع ناشيونال فوتبول تيمز (الإنجليزية)
- ديفيداس سمبيراس على موقع Soccerway.com (الإنجليزية)
- ديفيداس سمبيراس على موقع عالم كرة القدم.نت (الإنجليزية)